# Прототропне перегрупування
Прототропне перегрупування (англ. prototropic rearrangement, [prototropy]) — ізомеризація, що полягає в рівноважному перенесенні протона від одного протоноакцепторного атома в молекулі до іншого з одночасним переміщенням кратного зв'язку, зниженням валентності зв'язаного з мігруючим протоном атома, або утворенням циклу.
Приклади: RCH2–C≡CH → RCH=C=CH2
RC≡C–CH3 → H–C≡N C=N–H
СН3С(=О)R → СН2=С(ОH)R
Синонім — прототропія.
Прототропія (англ. prototropism — оборотний перехід протона між двома чи більше положеннями в молекулі органічної сполуки.